# British Home Championship 1897
De British Home Championship van 1897 was de 14e editie van de British Home Championship. Het toernooi werd gehouden van 20 februari tot en met 3 april 1897. Schotland werd kampioen.

## Eindstand
| Team      | Gsp | W | G | V | DV | DT | DS | Ptn |
| --------- | --- | - | - | - | -- | -- | -- | --- |
| Schotland | 3   | 2 | 1 | 0 | 9  | 4  | +5 | 5   |
| Engeland  | 3   | 2 | 0 | 1 | 11 | 2  | +9 | 4   |
| Wales     | 3   | 1 | 0 | 2 | 5  | 14 | –9 | 2   |
| Ierland   | 3   | 0 | 1 | 2 | 5  | 10 | –5 | 1   |

## Wedstrijden
|                                                     |                                                                          |       |         |                                                                                       |
| 20 februari 1897 «onderlinge duels» 15:00 uur (UTC) | Engeland                                                                 | 6 – 0 | Ierland | Trent Bridge, West Bridgford Toeschouwers: 13.490 Scheidsrechter: Tom Robertson (SCO) |
| 20 februari 1897 «onderlinge duels» 15:00 uur (UTC) | Steve Bloomer 19', 85' Fred Wheldon 25', 30', 55' Charlie Athersmith 75' |       |         | Trent Bridge, West Bridgford Toeschouwers: 13.490 Scheidsrechter: Tom Robertson (SCO) |

|                                                      |                                                     |       |                                                           |                                                                            |
| 6 maart 1897 «onderlinge duels» 15:30 uur (UTC–0:25) | Ierland                                             | 4 – 3 | Wales                                                     | Solitude, Belfast Toeschouwers: 10.000 Scheidsrechter: Tom Robertson (SCO) |
| 6 maart 1897 «onderlinge duels» 15:30 uur (UTC–0:25) | James Barron 7' Olphie Stanfield 62' Jack Peden 68' |       | 19', 36' Billy Meredith 27' Caesar Jenkyns 66' Jack Pyper | Solitude, Belfast Toeschouwers: 10.000 Scheidsrechter: Tom Robertson (SCO) |

|                                                  |                               |       |                                           |                                                                                 |
| 20 maart 1897 «onderlinge duels» 15:30 uur (UTC) | Wales                         | 2 – 2 | Schotland                                 | Racecourse Ground, Wrexham Toeschouwers: 5.000 Scheidsrechter: Tom Armitt (ENG) |
| 20 maart 1897 «onderlinge duels» 15:30 uur (UTC) | Morgan Morgan-Owen Harry Pugh |       | 11' (pen.) John Ritchie 60' Johnny Walker | Racecourse Ground, Wrexham Toeschouwers: 5.000 Scheidsrechter: Tom Armitt (ENG) |

|                                                  |                                                                          |       |               |                                                                                |
| 27 maart 1897 «onderlinge duels» 16:00 uur (UTC) | Schotland                                                                | 5 – 1 | Ierland       | Ibrox Stadium, Glasgow Toeschouwers: 15.000 Scheidsrechter: James Cooper (ENG) |
| 27 maart 1897 «onderlinge duels» 16:00 uur (UTC) | John McPherson 5', 70' Neilly Gibson 15' Robert McColl 25' Alex King 40' |       | 62' Jim Pyper | Ibrox Stadium, Glasgow Toeschouwers: 15.000 Scheidsrechter: James Cooper (ENG) |

|                                                  |                                                           |       |       |                                                                                 |
| 29 maart 1897 «onderlinge duels» 15:30 uur (UTC) | Engeland                                                  | 4 – 0 | Wales | Bramall Lane, Sheffield Toeschouwers: 5.000 Scheidsrechter: Tom Robertson (SCO) |
| 29 maart 1897 «onderlinge duels» 15:30 uur (UTC) | Ernest Needham 23' Steve Bloomer 44' Alf Milward 62', 64' |       |       | Bramall Lane, Sheffield Toeschouwers: 5.000 Scheidsrechter: Tom Robertson (SCO) |

|                                                 |                   |       |                                   |                                                                             |
| 3 april 1897 «onderlinge duels» 16:00 uur (UTC) | Engeland          | 1 – 2 | Schotland                         | Crystal Palace, Londen Toeschouwers: 33.715 Scheidsrechter: Tom Gough (WAL) |
| 3 april 1897 «onderlinge duels» 16:00 uur (UTC) | Steve Bloomer 19' |       | 27' Tommy Hyslop 83' Jimmy Millar | Crystal Palace, Londen Toeschouwers: 33.715 Scheidsrechter: Tom Gough (WAL) |